# Meia lua de frente
Meia lua (crescente) ou Meia lua de frente (meia-lua da frente) é um dos chutes principais da capoeira. A perna de ataque descreve um arco antes de retornar à posição original.
A meia lua é considerada um dos primeiros chutes a serem aprendidos na capoeira. Ela serve como base para outros chutes em arco, como a armada, a meia-lua de costas (meia-lua reversa), e a queixada, que é como uma inversão da meia lua de frente.
O chute em arco frontal (ou chute crescente externo) aparece em diversas artes marciais. A meia lua é amplamente utilizada na arte marcial africana engolo, considerada a precursora da capoeira.

## Nome
A meia lua (crescente) recebe esse nome por causa do movimento em semicírculo que a perna realiza quando o capoeirista executa o golpe.

## Origem

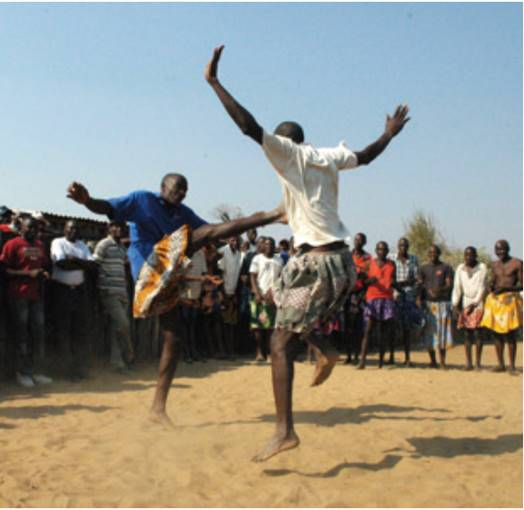
Chute crescente frontal no engolo.

O chute crescente frontal (okupayeka) é um dos golpes básicos do engolo, uma arte marcial angolana considerada ancestral da capoeira. Existem diversas variações do chute crescente no engolo: 
- chute crescente frontal (meia lua de frente)
  - crescente frontal alto
  - crescente frontal médio
  - crescente frontal com salto
- crescente frontal invertido (queixada)
- chute crescente para trás (armada)

No engolo, a perna de ataque pode estar totalmente estendida ou parcialmente dobrada (o que é considerado incorreto na capoeira).
Segundo Desch-Obi, alguns chutes do engolo provavelmente foram desenvolvidos por xamãs bantu em Angola. Entre os pende, o movimento mais importante realizado pelos xamãs era justamente o chute crescente frontal, o mesmo utilizado no engolo. Durante rituais, o xamã mascarado chutava por cima de remédios sagrados para ativá-los e por cima de pessoas ajoelhadas para curá-las.

## Técnica
Ao executar a meia lua na capoeira, a perna de ataque permanece estendida e os quadris são projetados para frente. O chute utiliza os quadris para gerar força e impulsionar a perna. A técnica é semelhante a estender a perna por cima de uma cadeira.
A meia lua geralmente busca levar o pé da perna de ataque na direção do rosto do oponente. Dependendo da posição do adversário, o chute pode ser aplicado em várias regiões do corpo, frequentemente na altura do rosto. O golpe deve ser encerrado quando atinge um ponto diretamente à frente do capoeirista.
Embora possa ser utilizado como ataque direto, o chute também pode servir como isca ou preparação para outro ataque. A meia lua é eficaz para avaliar o estilo do adversário. Como geralmente é um chute frontal e baixo, não expõe muito o jogador a rasteiras ou contra-ataques.
Outros usos da meia lua incluem combinações com aús e movimentos acrobáticos, funcionando também como forma de evasão.

## Defesas
A defesa contra a meia lua pode ser realizada de várias formas, geralmente por meio do recuo e da descida rápida do corpo. A partir dessa posição, é possível aplicar um rabo de arraia no atacante girando rapidamente o corpo, ou até mesmo usar a chapa de costas.
O defensor também pode se afastar e, descendo rapidamente, tentar derrubar o oponente com uma rasteira (rasteira).